# 與風一起
〈與風一起〉（日语：「風といっしょに」）是日本歌手小林幸子於1998年9月3日發行的一首單曲，也是動畫電影《神奇寶貝劇場版：超夢的逆襲》（下稱《超夢的逆襲》）之片尾曲。本曲由Pikachu Records製作，日本古倫美亞發行，Media Factory發售。為配合《超夢的逆襲》之重製電影《劇場版 精靈寶可夢 超夢的逆襲 EVOLUTION》（下稱《超夢的逆襲 EVOLUTION》）公映，本曲經重新編曲後再獲成為其片尾曲，並由Sony Music Records安排於2019年7月10日發行。

## 作品概要
本單曲是《超夢的逆襲》及其電視廣告的主題曲，該動畫電影是《精靈寶可夢劇場版》系列的第一作，電影在1998年7月18日在日本各地上映，最終票房收入多達72.4億日元，是至今該系列所有電影中票房最高者。參加演唱本單曲者，包括主唱小林幸子、和音「Pokémon Kids」及音羽搖籠會，並由戶田昭吾作詞、田中宏和作曲、澤田完編曲。
至於小林幸子本人在此之前，也為東京電視台電視動畫《精靈寶可夢》（無印版）演唱片尾曲〈口袋裡的幻想〉，可是在初次發表之前即遇上「3D龍事件」，導致動畫一度停播，該片尾曲也延後至1998年4月動畫復播時才正式推出。在完成本單曲後，她便經常為不同作品獻唱主題曲，她在本單曲發行後的同年跨年夜參與日本放送協會的第49回《NHK红白歌合战》，當時也歌唱本單曲，出場服裝主題為「人類幻想」。她於2013年4月27日由多玩國主辦的「Niconico超會議」現場活動現身，並向在場的年輕一代現場演唱本單曲。
本單曲CD封面（CXDA-102、CXSA-102）乃採用一幅電影主角小智及其皮卡丘、小霞、小剛坐著凝視落日的畫面，同時繪有梦幻正面照片及部分其他寶可夢之剪影，當年的首次發行版本還附贈特製「寶可夢郵票襟章」。從電影公映之後，本單曲經常被用作《精靈寶可夢》系列中的插曲，尤其用於主角與其寶可夢分離等感人場面。本單曲後來亦被收錄在一些動漫、電影或戲劇主題曲合輯之中，例子包括2007年7月小林幸子專輯〈小林幸子名曲選／戀櫻〉。歌手岡本知高2005年11月推出專輯〈啟程的日子〉，當中收錄由他翻唱的〈與風一起〉。到2019年，為配合《超夢的逆襲》之重製電影《超夢的逆襲 EVOLUTION》於7月12日公映，製作單位安排樂團東京事變貝斯手龜田誠治將本單曲重新編曲，小林幸子及中川翔子二重演唱，錄製完成後正式成為該重製電影之主題曲（片尾曲）。

### 收錄歌曲
1. 〈與風一起〉（風といっしょに）
作詞者：戶田昭吾（日语：戸田昭吾）、作曲者：田中宏和、編曲者：澤田完
  - 歌曲開頭獨唱的「Pokémon Kid」小孩，是當時年約十歲，後來成為演員的井端珠里（日语：井端珠里），而歌曲結尾則是以合唱形式展現。
2. 〈絕妙的收藏〉（すてきなコレクション）
作詞者：戶田昭吾、作曲者・編曲者：田中宏和
  - Media Factory「寶可夢郵票襟章」電視廣告歌曲。
3. 〈與風一起〉（伴奏版）
作曲者：田中宏和、編曲者：澤田完
  - 由於只有主唱小林幸子的演唱部分被刪去，本曲事實上並非完整的卡拉OK伴奏版本。
4. 〈絕妙的收藏〉（伴奏版）
作曲者・編曲者：田中宏和

## 2019年版
2019年版的〈與風一起〉是《超夢的逆襲 EVOLUTION》之片尾曲，由龜田誠治重新編曲，除了原唱者小林幸子外，亦邀請中川翔子參與作二重演唱。同時有七名小朋友在試鏡之後獲選為「Pokémon Kids 2019」合唱團成員，當中年紀最輕者是當時年僅六歲的池田帆奈，她也是該重製版歌曲開頭的獨唱者。
重製版歌曲CD的收錄曲是電視動畫《精靈寶可夢 太陽&月亮》第五片尾曲〈Type: Wild〉，該曲是松本梨香主唱的無印版《精靈寶可夢》第五片尾曲〈Type: Wild〉之同名重製版本，並由音樂製作人前山田健一重新編曲，主唱則改為中川翔子，合唱者包括綜藝節目《寶可夢之家集合？》主持Hyadain（即前山田健一）、暴走君（本名：古張裕起）及大谷凜香。而附贈歌曲則是小林幸子和井端珠里（以「幸子&珠里」名義）合唱的無印版《精靈寶可夢》第三片尾曲〈口袋裡的幻想〉之重新灌錄音源（復刻）版本。
上述歌曲CD除「通常盤」（SRCL-11184）外，還推出復刻1998年原版封面的「期間生產限定盤」（SRCL-11185），以及同時復刻原版封面兼附有DVD、寶可夢皮卡丘特別版卡牌及由中川翔子與BEAMS共同設計製作的「mmts」寶可夢剪影透明小袋的「完全生產限定盤」（SRCL-11181～11183），三種CD一同於7月10日正式發售。

### 收錄歌曲
CD單曲（全曲作詞：戶田昭吾 作曲：田中宏和）
1. 〈與風一起〉（風といっしょに）
編曲：龜田誠治、主唱：小林幸子及中川翔子、合唱：Pokémon Kids 2019
2. 〈Type: Wild〉（タイプ：ワイルド）
編曲：前山田健一、主唱：中川翔子、合唱：Hyadain、暴走君（日语：あばれる君）、大谷凜香
3. 〈口袋裡的幻想〉（ポケットにファンタジー；附贈歌曲）
編曲：中村暢之（日语：中村暢之）、主唱：幸子&珠里（日语：井端珠里）
4. 〈與風一起〉（伴奏版）
5. 〈Type: Wild〉（伴奏版）

DVD
1. 〈與風一起〉音樂影像
2. 〈與風一起〉製作影像
3. 〈Type: Wild〉特別音樂影像

## 註腳
1. ↑  一個由四位小朋友專為協助和唱此曲而組成的合唱團。